# إميلي دونلسون
ريتشال دونلسون (بالإنجليزية: Emily Donelson)‏ ولدت في ( 1 يونيو 1807م - وتوفيت في 19 ديسمبر 1836م )، زوجة رئيس الولايات المتحدة السابع أندرو جاكسون، وسابع سيدة أولى للولايات المتحدة الأمريكية.